# Holland House (film)
Holland House er en dansk eksperimentalfilm fra 1988, der er instrueret af Ane Mette Ruge og Jacob F. Schokking.

## Handling
Film baseret på operaen Holland House, som opførtes i april 1988 på Østre Gasværk Teater. Udgangspunktet er fotografiet af det sammenstyrtede bibliotek i Holland House i London, 1940. Tre mænd konfronteres med katastrofen, og tilbringer en vågenat i det døende bibliotek. I filmen præsenteres de tre arier: Blind, blind (bas), Og åbner, og åbner (baryton) samt Tømmerflåden.